# Хорхлер, Надин
Нади́н Хо́рхлер (нем. Nadine Horchler; род. 21 июня 1986, Бад-Арользен, Гессен) — немецкая биатлонистка, чемпионка (2016) и призёр чемпионатов Европы по биатлону, победительница этапа Кубка мира, чемпионка Германии.

## Спортивная карьера
В сезоне 2006/07 принимала участие в гонках юниорского Кубка Европы.
На взрослом уровне дебютировала в Кубке Европы 9 января 2010 года, в Кубке мира — 17 марта 2011 года.
На чемпионате Европы 2011 завоевала бронзу в гонке преследования и бронзу в эстафете в составе сборной Германии. В следующем году, на чемпионате Европы 2012, повторила эстафетный успех, выиграв бронзу.
C сезона 2012/13 Надин выступала в основной сборной Германии. На этапе в немецком Оберхофе показала свой лучший кубковый результат в личных гонках — 9 место в спринте. Там же в составе сборной Германии заняла 3 место в эстафете. На шестом этапе в итальянской Антерсельве результаты были ещё лучше: в спринте немка показала пятый результат, проиграв победителю — Анастасии Кузьминой 36.1 секунды. Спустя день, в гонке преследования Надин также заняла пятое место. Ко всему прочему, на следующий день, в эстафете команда Германии заняла первое место. Надин приняла эстафету на третьем этапе от Мири Гёсснер, отставая от лидера на 4 секунды. Показав хорошую скорость и высококлассную стрельбу Надин оторвалась от соперниц более, чем на 20 секунд, а опытная Андреа Хенкель не подвела, финишировав на первом месте с национальным флагом. Однако на Чемпионате мира Надин выступила не так успешно: в спринте Хорхлер, с четырьмя промахами, заняла лишь 84, не попав в гонку преследования. В индивидуальной гонке, с одной минутой штрафа, немка заняла 28-е место. В последующих гонках (эстафете и масс-старте) Надин участия не принимала.
В сезонах 2014/15 и 2015/16 выступала в основном на Кубке IBU. В сезоне 2015/16 выиграла общий зачёт Кубка IBU. На чемпионате Европы 2016 стала чемпионкой в спринте.
21 января 2017 года одержала свою первую победу на этапах Кубка мира, в масс-старте в Антерсельве. Спортсменка была в последний момент включена в стартовый протокол масс-старта, бежала под 30-м номером, и одержала победу в гонке, не допустив ни одного промаха.
На чемпионатах Германии дважды выигрывала золото (индивидуальная гонка 2012 и спринт 2014) и неоднократно была призёром.

## Экипировка
- Лыжи — Fischer
- Перчатки — Roeckl
- Очки — Adidas
- Лыжные палки — One Way

## Результаты в Кубке мира
| 2016/2017 Итоги | 2016/2017 Итоги | Эстерсунд | Эстерсунд | Эстерсунд | Эстерсунд | Эстерсунд | Поклюка | Поклюка | Поклюка | Нове-Место | Нове-Место | Нове-Место | Оберхоф | Оберхоф | Оберхоф | Рупольдинг | Рупольдинг | Рупольдинг | Антхольц | Антхольц | Антхольц | ЧМ Хохфильцен | ЧМ Хохфильцен | ЧМ Хохфильцен | ЧМ Хохфильцен | ЧМ Хохфильцен | ЧМ Хохфильцен | Пхёнчхан | Пхёнчхан | Пхёнчхан | Контиолахти | Контиолахти | Контиолахти | Контиолахти | Холменколлен | Холменколлен | Холменколлен |
| Очков           | Место           | Сусм      | См        | Инд       | Спр       | Пр        | Спр     | Пр      | Эст     | Спр        | Пр         | МС         | Спр     | Пр      | МС      | Эст        | Спр        | Пр         | Инд      | МС       | Эст      | См            | Спр           | Пр            | Инд           | Эст           | МС            | Спр      | Пр       | Эст      | Спр         | Пр          | Сусм        | См          | Спр          | Пр           | МС           |
| 112             | 38              | —         | —         | —         | —         | —         | —       | —       | —       | —          | —          | —          | 35      | 17      | —       | —          | —          | —          | 19       | 1        | —        |               |               |               |               |               |               |          |          |          |             |             |             |             |              |              |              |

| 2015/2016 Итоги | 2015/2016 Итоги | Эстерсунд | Эстерсунд | Эстерсунд | Эстерсунд | Эстерсунд | Хохфильцен | Хохфильцен | Хохфильцен | Поклюка | Поклюка | Поклюка | Рупольдинг | Рупольдинг | Рупольдинг | Рупольдинг | Рупольдинг | Рупольдинг | Антхольц | Антхольц | Антхольц | Канмор | Канмор | Канмор | Канмор | Преск-Айл | Преск-Айл | Преск-Айл | ЧМ Холменколлен | ЧМ Холменколлен | ЧМ Холменколлен | ЧМ Холменколлен | ЧМ Холменколлен | ЧМ Холменколлен | Ханты-Мансийск | Ханты-Мансийск | Ханты-Мансийск |
| Очков           | Место           | Сусм      | См        | Инд       | Спр       | Пр        | Спр        | Пр         | Эст        | Спр     | Пр      | МС      | Спр        | Пр         | МС         | Инд        | Эст        | МС         | Спр      | Пр       | Эст      | Спр    | МС     | Сусм   | См     | Спр       | Пр        | Эст       | См              | Спр             | Пр              | Инд             | Эст             | МС              | Спр            | Пр             | МС             |
| 22              | 78              | —         | —         | —         | —         | —         | —          | —          | —          | —       | —       | —       | —          | —          | —          | —          | —          | —          | —        | —        | —        | —      | —      | —      | —      | —         | —         | —         | —               | —               | —               | —               | —               | —               | 31             | 29             | отм            |

| 2013/2014 Итоги | 2013/2014 Итоги | Эстерсунд | Эстерсунд | Эстерсунд | Эстерсунд | Хохфильцен | Хохфильцен | Хохфильцен | Анси | Анси | Анси | Оберхоф | Оберхоф | Оберхоф | Рупольдинг | Рупольдинг | Рупольдинг | Антхольц | Антхольц | Антхольц | Зимние Олимпийские игры (*) | Зимние Олимпийские игры (*) | Зимние Олимпийские игры (*) | Зимние Олимпийские игры (*) | Зимние Олимпийские игры (*) | Зимние Олимпийские игры (*) | Поклюка | Поклюка | Поклюка | Контиолахти | Контиолахти | Контиолахти | Холменколлен | Холменколлен | Холменколлен |
| Очков           | Место           | См        | Инд       | Спр       | Пр        | Спр        | Эст        | Пр         | Эст  | Спр  | Пр   | Спр     | Пр      | МС      | Эст        | Инд        | Пр         | Спр      | Пр       | Эст      | Спр                         | Пр                          | Инд                         | МС                          | Эст                         | СМ                          | Спр     | Пр      | МС      | Спр         | Спр         | Пр          | Спр          | Пр           | МС           |
| 26              | 78              | —         | —         | —         | —         | —          | —          | —          | —    | —    | —    | 28      | 28      | —       | —          | —          | —          | —        | —        | —        | —                           | —                           | —                           | —                           | —                           | —                           | —       | —       | —       | 43          | 47          | 43          | 62           | —            | —            |

| 2012/2013 Итоги | 2012/2013 Итоги | Эстерсунд | Эстерсунд | Эстерсунд | Эстерсунд | Хохфильцен | Хохфильцен | Хохфильцен | Поклюка | Поклюка | Поклюка | Оберхоф | Оберхоф | Оберхоф | Рупольдинг | Рупольдинг | Рупольдинг | Антхольц | Антхольц | Антхольц | ЧМ Нове-Место | ЧМ Нове-Место | ЧМ Нове-Место | ЧМ Нове-Место | ЧМ Нове-Место | ЧМ Нове-Место | Холменколлен | Холменколлен | Холменколлен | Сочи | Сочи | Сочи | Ханты-Мансийск | Ханты-Мансийск | Ханты-Мансийск |
| Очков           | Место           | См        | Инд       | Спр       | Пр        | Спр        | Пр         | Эст        | Спр     | Пр      | МС      | Эст     | Спр     | Пр      | Эст        | Спр        | МС         | Спр      | Пр       | Эст      | См            | Спр           | Пр            | Инд           | Эст           | МС            | Спр          | Пр           | МС           | Инд  | Спр  | Эст  | Спр            | Пр             | МС             |
| 156             | 25              | —         | 45        | 22        | 31        | 13         | 10         | 4          | 38      | 28      | —       | 3       | 9       | 21      | —          | 35         | —          | 5        | 5        | 1        | —             | 84            | —             | 28            | —             | —             | 31           | 31           | 21           | 19   | —    | —    | 20             | 37             | 23             |

| 2011/2012 Итоги | 2011/2012 Итоги | Эстерсунд | Эстерсунд | Эстерсунд | Хохфильцен | Хохфильцен | Хохфильцен | Хохфильцен | Хохфильцен | Хохфильцен | Оберхоф | Оберхоф | Оберхоф | Нове-Место | Нове-Место | Нове-Место | Антхольц | Антхольц | Антхольц | Холменколлен | Холменколлен | Холменколлен | Контиолахти | Контиолахти | Контиолахти | ЧМ Рупольдинг | ЧМ Рупольдинг | ЧМ Рупольдинг | ЧМ Рупольдинг | ЧМ Рупольдинг | ЧМ Рупольдинг | Ханты-Мансийск | Ханты-Мансийск | Ханты-Мансийск |
| Очков           | Место           | Инд       | Спр       | Пр        | Спр        | Пр         | Эст        | Спр        | Пр         | См         | Эст     | Спр     | МС      | Инд        | Спр        | Пр         | Спр      | МС       | Эст      | Спр          | Пр           | МС           | Спр         | Пр          | См          | См            | Спр           | Пр            | Инд           | Эст           | МС            | Спр            | Пр             | МС             |
| 13              | 80              | —         | —         | —         | —          | —          | —          | 39         | 35         | —          | —       | —       | —       | —          | —          | —          | —        | —        | —        | —            | —            | —            | —           | —           | —           | —             | —             | —             | —             | —             | —             | —              | —              | —              |

| 2010/2011 Итоги | 2010/2011 Итоги | Эстерсунд | Эстерсунд | Эстерсунд | Хохфильцен | Хохфильцен | Хохфильцен | Поклюка | Поклюка | Поклюка | Оберхоф | Оберхоф | Оберхоф | Рупольдинг | Рупольдинг | Рупольдинг | Антхольц | Антхольц | Антхольц | Преск-Айл | Преск-Айл | Преск-Айл | Форт-Кент | Форт-Кент | Форт-Кент | ЧМ Ханты-Мансийск | ЧМ Ханты-Мансийск | ЧМ Ханты-Мансийск | ЧМ Ханты-Мансийск | ЧМ Ханты-Мансийск | ЧМ Ханты-Мансийск | Холменколлен | Холменколлен | Холменколлен |
| Очков           | Место           | Инд       | Спр       | Пр        | Спр        | Эст        | Пр         | Инд     | Спр     | См      | Эст     | Спр     | МС      | Инд        | Спр        | Пр         | Спр      | Эст      | МС       | Спр       | См        | Пр        | Спр       | Пр        | МС        | См                | Спр               | Пр                | Инд               | МС                | Эст               | Спр          | Пр           | МС           |
| 23              | 80              | —         | —         | —         | —          | —          | —          | —       | —       | —       | —       | —       | —       | —          | —          | —          | —        | —        | —        | —         | —         | —         | —         | —         | —         | —                 | —                 | —                 | —                 | —                 | —                 | 32           | 27           | —            |